# Comitium
Comitium (Italiensk: Comizio) var det oprindelige offentlige mødested i antikkens Rom og havde stor religiøs og profetisk betydning. Navnet kommer fra det latinske ord for "forsamling". Placeringen af comitium lå i det nordvestlige hjørne af Forum Romanum, men gik senere tabt i byens vækst og udvikling. Det er dog blevet genopdaget og udgravet af arkæologer ved begyndelsen af det 20. århundrede. Nogle af Roms tidligste monumenter, herunder talepodiet kendt som Rostra, Columna Maenia, Graecostasis og Tabula Valeria, var en del af – eller forbundet – med comitium.
Comitium var stedet, hvor mange af Roms politiske og juridiske aktivitet fandt sted. Det var mødestedet for comitia curiata, som var den tidligste forsamling med organiserede afstemningsafdelinger under den Romerske Republik. Senere, under den Romerske Republik, mødtes også Comitia Populi Tributa og Concilium Plebis her. Comitium lå foran mødestedet for det romerske Senat: den stadig eksisterende Curia Julia og dens forgænger, Curia Hostilia. Curia Julia er forbundet med comitium af både Livius og Cicero.
De fleste romerske byer havde et lignende comitium til offentlige møder eller forsamlinger til valg, råd og tribunaler. Som en del af forummet, hvor templer, handel, retlige og bybygninger var placeret, var comitium centrum for politisk aktivitet. Romerne havde tendens til at organisere deres aktiviteter i specifikke lokationer inden for byen. Efterhånden som byen voksede, mødtes det større Comitia Centuriata på Campus Martius, uden for bymurene. Comitium forblev vigtigt for formelle valg af nogle magistrater, men efterhånden som deres betydning aftog (efter den Romerske Republiks fald), gjorde comitiums betydning det også.

## Galleri
- Forum Romanum og comitium (bag hegnet)
Senere end 44 f.Kr. og Cæsars omdannelse
- Comitium, "som for nylig udgravet" (1904)
- Det tidligere comitium med Septimius Severus-buen og kirken Sant'Adriano in tribus foris (tidl. Curia Julia).
Gravure af Étienne du Pérac (1575).